# کویسپامسیس
کویسپامسیس (به انگلیسی: Quispamsis) یک منطقهٔ مسکونی در کانادا است که در نیوبرانزویک واقع شده‌است. کویسپامسیس ۱۷٬۸۸۶ نفر جمعیت دارد.